# La Belle Personne
Pour plus de détails, voir Fiche technique et Distribution.
La Belle Personne est un film français de Christophe Honoré sorti le 17 septembre 2008. C'est une adaptation libre du roman La Princesse de Clèves de Madame de La Fayette. Prévu au départ pour être un téléfilm, il a été diffusé avant même sa sortie dans les salles sur Arte le 12 septembre 2008, Arte France Cinéma étant coproducteur du film.

## Synopsis
Le film brosse le portrait d'une adolescente, Junie, qui change de lycée après la mort de sa mère. Elle rejoint alors le foyer de sa tante, son oncle et son cousin Matthias.
Matthias devient alors l'ambassadeur de Junie auprès de son groupe d'amis. Junie est draguée par les camarades de Matthias. C'est avec Otto, le plus discret d'entre eux, qu'elle va avoir une relation amoureuse. Le professeur d'italien de Junie, le séduisant Nemours aux conquêtes nombreuses, va tomber amoureux d'elle. Mais Junie refuse l'amour par peur de le gâcher.

## Fiche technique
- Titre : La Belle Personne
- Réalisation : Christophe Honoré
- Scénario : Gilles Taurand, Christophe Honoré, d’après le roman de Madame de La Fayette
- Photographie : Laurent Brunet
- Montage : Chantal Hymans
- Musique : Alex Beaupain
- Décors : Samuel Deshors
- Costumes : Pierre Canitrot
- Producteurs  : Joëy Faré, Florence Dormoy et Sophie Barrat
- Société de production : Scarlett Production ; coproduction : Arte France Cinéma
- Société de distribution : Le Pacte
- Pays de production :  France
- Langue originale : français
- Date de sortie :
  - France : 17 septembre 2008

## Distribution
Entre parenthèses, les correspondances avec les personnages de La Princesse de Clèves.
- Léa Seydoux : Junie de Chartres (la princesse de Clèves)
- Louis Garrel : Jacques Nemours (le duc de Nemours)
- Grégoire Leprince-Ringuet : Otto (le prince de Clèves)
- Esteban Carvajal Alegria : Matthias de Chartres (le vidame de Chartres)
- Anaïs Demoustier : Catherine (la reine Catherine de Médicis)
- Agathe Bonitzer : Marie Valois (la reine dauphine, Marie Stuart)
- Simon Truxillo : Henri Valois (le roi Henri II)
- Jacob Lyon : Jacob (le duc de Guise)
- Tanel Derard : Tanel
- Martin Simeon : Martin
- Jeanne Audiard : Jeanne
- Esther Garrel : Esther
- Clotilde Hesme : Mme de Tournon, la documentaliste (Mme de Tournon)
- Valérie Lang : Florence Perrin, professeure d'histoire et ex-fiancée de Nemours
- Chantal Neuwirth : Nicole, patronne du café Sully
- Jean-Michel Portal : Estouteville, le professeur de mathématiques
- Dominic Gould : le professeur d'anglais
- Alice Butaud : la professeure de russe
- Matilde Incerti : la professeure de français
- Chiara Mastroianni : la fille du café
- Gabriel Attal : un lycéen[3]

## Projet et réalisation
Christophe Honoré voulut adapter le roman en réponse à la déclaration du ministre Nicolas Sarkozy en 2006, qui ironisa sur la présence du roman dans les concours de la fonction publique,.
Pour ce film traitant de l'adolescence, qui est selon lui « l'âge où, quelle que soit l'époque, on éprouve les chocs esthétiques les plus forts », Christophe Honoré ne veut pas étudier la jeunesse de manière sociologique mais « préserver sa part de mystère. ». C'est pourquoi il a privilégié les gros plans pour s'approcher des visages.
Pour faire ce film, le réalisateur s'est remémoré la série d'Arte de 1994 sur l'adolescence Tous les garçons et les filles de leur âge et a aussi pensé aux teen movies.

### Tournage

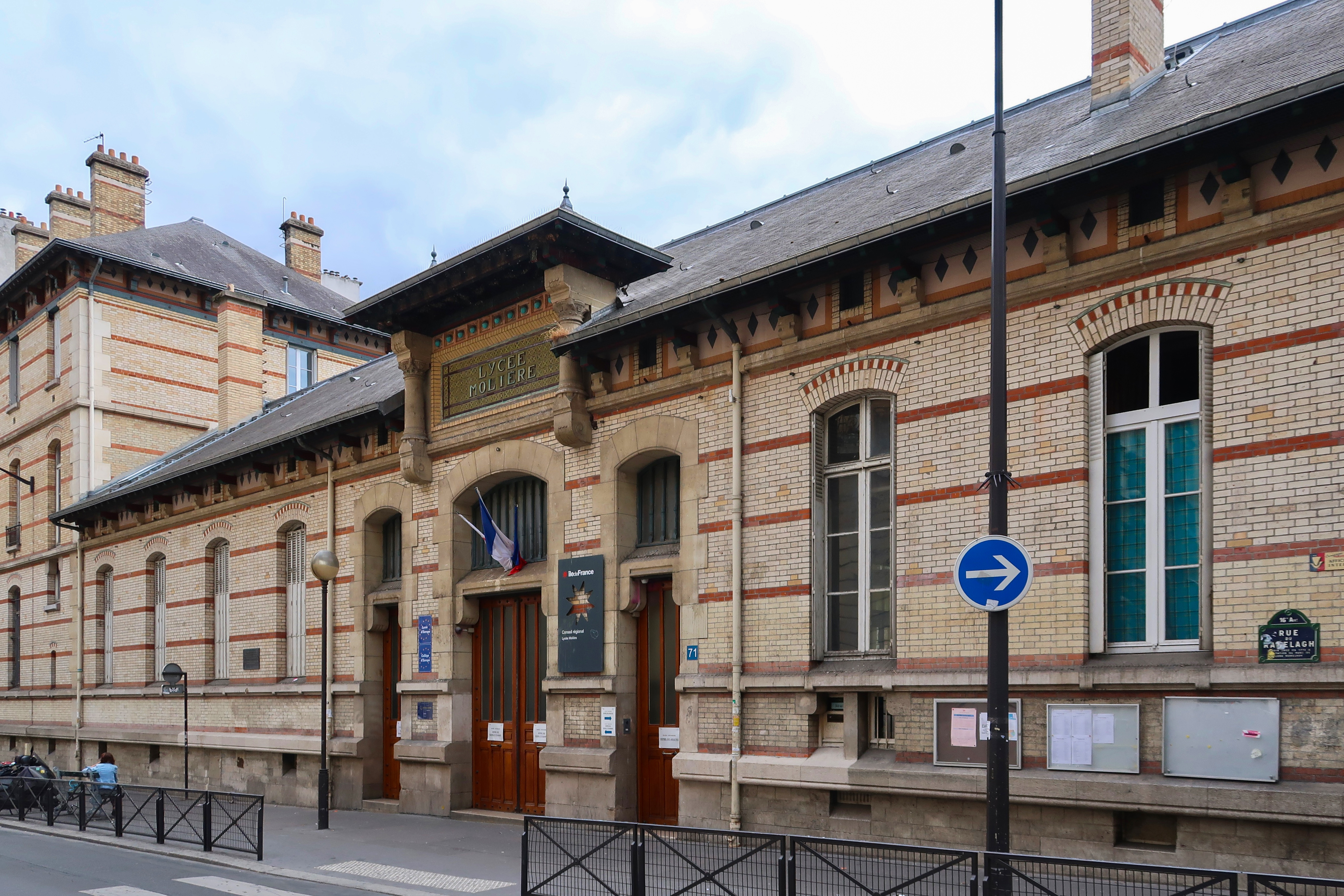
Le lycée Molière (Paris), principal lieu de l'action.

Le film a été tourné en cinq semaines du 27 décembre 2007 au 30 janvier 2008. « Je voulais vraiment tourner le film au mois de janvier » déclare le réalisateur. Le lycée Molière (16e arrondissement de Paris) est le lieu au cœur de l'action du film. Les scènes d'extérieur ont quasiment toutes été tournées dans le quartier, notamment jardin du Ranelagh, place de Colombie, station de métro Passy ou encore devant les résidences du 5 bis, rue Octave-Feuillet et du 56, rue de Boulainvilliers. Comme le note l'universitaire Sylvie Robic, « dans son parti pris de ne filmer qu'à Paris (le lycée et ses environs immédiats), le cinéaste accentue d’ailleurs, plus que dans le livre, le sentiment tragique de l’unité de lieu. [...] Paris, réduite au lycée, à un café refuge, à une entrée d’immeuble et au jardin du Ranelagh, y paraît-elle une ville fantôme, à la fois concrète et irréelle ».
Une scène est tournée dans et devant la Cinémathèque française, 51, rue de Bercy (12e arrondissement). Lors de cette sortie des élèves, le film Yaaba (1989) d'Idrissa Ouedraogo est projeté. Cela constitue un film dans le film. À leur retour vers le 16e arrondissement, une scène prend place station Quai de la Gare, sur la ligne 6 (cependant, la rame part en sens inverse, alors que le trajet aboutit à Passy).

## Musique
Sont diffusés durant le film les morceaux Le Clavier bien tempéré (1722-1744) de Jean-Sébastien Bach (prélude BWV847), l'aria de Lucia di Lammermoor (1835) de Gaetano Donizetti interprétée par Maria Callas en 1953, Elle était si jolie (1963) d'Alain Barrière, quatre chansons de Nick Drake (dont Northern sky, Fly, Day is done et Way to blue) et Comme la pluie (2008) d'Alex Beaupain (compositeur attitré du réalisateur). Concernant les chansons de Nick Drake, Sylvie Robic précise qu'il s'agit d'un « auteur-compositeur très talentueux mais dépressif, mort en 1974, à 26 ans, d’une surdose de médicaments apparentée à un suicide » et que son « ombre plane sur La Belle Personne ».

## Diffusion
Le film est disponible en DVD depuis le 2 avril 2009. Il est distribué par TF1 Vidéo.

## Festivals et palmarès
- Festival international du film francophone de Namur - 2008 :
  - Bayard d’Or de la meilleure comédienne pour Léa Seydoux
- Festival de Saint-Sébastien - 2008 (compétition officielle)
- Festival du film de Londres - 2008 (sélection officielle)
- Hong Kong - French Cinepanorama - 2008 (Gala Premières)
- Festival du film français au Japon - 2009 (programme longs-métrages)
- Rendez-vous avec le Cinéma Français à Paris - 2009 (Films aux Rencontres Presse : Léa Seydoux, Christophe Honoré)
- Chicago European Union Film Festival - 2009 (sélection officielle pour la France)